# Oberriet
Pour l’article ayant un titre homophone, voir Oberried.
Oberriet est une commune suisse du canton de Saint-Gall, située dans la circonscription électorale de Rheintal.

## Histoire

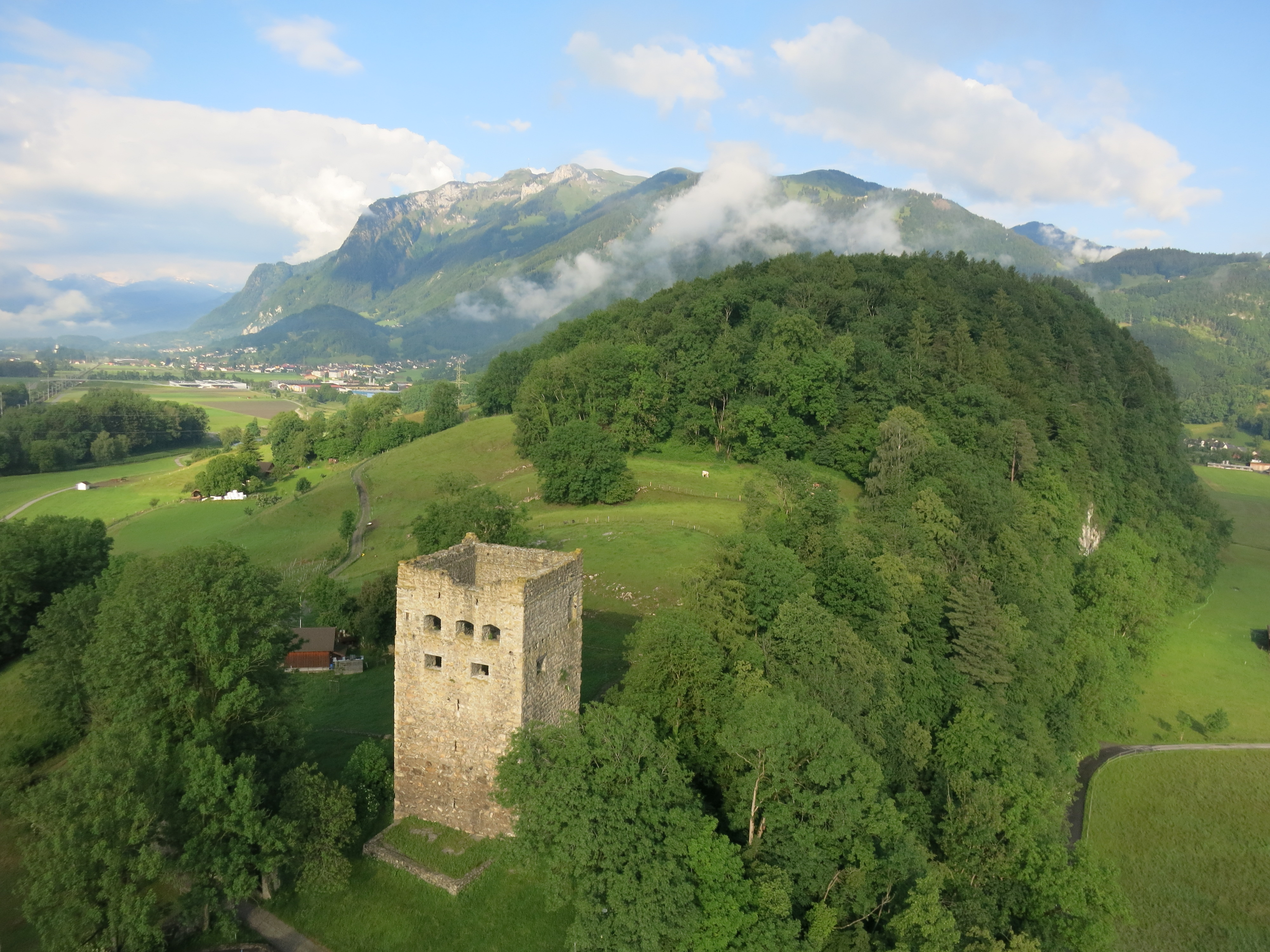
Vue aérienne des ruines du château de Blatten.

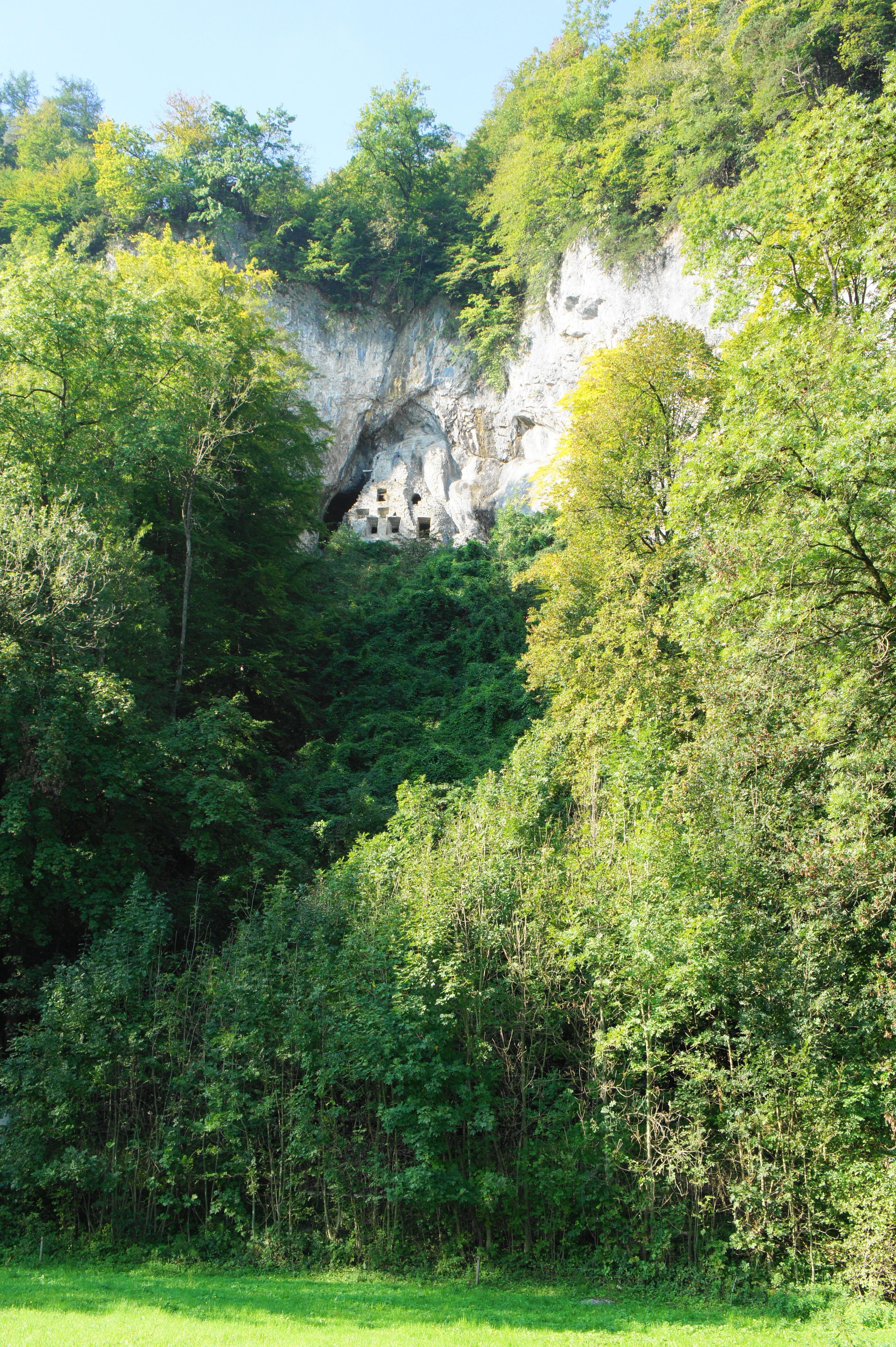
Ruine du château troglodytique de Wichenstein.

Les racines historiques de la communauté, situées sur le Montlingerbergli (Monticulus), datent d'il y a plus de 3 000 ans. À cette époque, l'Inselberg offrait une protection contre les crues du Rhin aux Ur-Rätians qui avaient immigré du sud. Ce site préhistorique est inscrit sur la liste des biens culturels d'importance nationale dans le canton de Saint-Gall. Plus tard, les Ur-Rätians ont été évincés par les Alamans qui sont venus du nord. En plus de nombreuses coutumes et traditions, ceux-ci ont apporté l'allemand comme langue maternelle dans la région d'Oberriet. Les dialectes traditionnels de la vallée du Rhin rappellent encore aujourd'hui ces ancêtres.
Au VIIIe siècle, la cour royale impériale de Criesserrun est créée. Avec la construction d'une église à Montlingen au IXe siècle, deux centres se sont constitués : l'administration séculière à Kriessern et le centre ecclésiastique à Montlingen.
En 1229, le roi allemand fait don de la cour royale à l'abbaye de Saint-Gall et l'abbé Berchthold von Falkenstein fait construire le château de Blatten pour défendre la propriété. La tour fortifiée, seul vestige de ce château, est aujourd'hui l'emblème d'Oberriet et accueille tous les voyageurs du haut du Blattenberg lorsqu'ils arrivent au village par la sortie d'autoroute d'Oberriet ou par la douane. Les ruines du château sont connues de la population sous le nom de « Schloss Blatten ».
Une autre ruine de château, le château troglodytique de Wichenstein, également sur la liste des biens culturels d'importance nationale, est située dans une paroi rocheuse du Semelenberg, en dessous de Kobelwald.
De 1490 à 1798, toute la rive gauche du Rhin entre Bad Ragaz et Rheineck est sous la domination des confédérés. Avec la Révolution française, le Rheintaler suisse obtient l'indépendance totale de la Diète fédérale suisse en 1798. Mais la cour royale n'appartient que peu de temps à la République de la vallée du Rhin : pendant cinq ans, les occupants français la contraignent dans le canton du Säntis dont la frontière avec le canton de Linth passe par le Blattenberg. La commune politique d'Oberriet émerge du Reichshof Kriessern libre en 1803.
Les cinq villages se sont développés dans les limites de la paroisse et ont finalement reçu chacun leur propre église. Comme partout dans la vallée du Rhin, l'activité principale était l'agriculture. Plus tard, la broderie est devenue de plus en plus importante. La communauté ne s'est transformée que lentement en site industriel après la Seconde Guerre mondiale.
Aux débuts de la commune moderne d'Oberriet (début du XIXe siècle), l'église était divisée en différentes églises locales et l'école en différentes écoles locales. En 2008 et 2009, certaines écoles ont fusionné pour des raisons financières et les paroisses catholiques avec la paroisse de Rüthi-Lienz pour former l'unité de pastorale de Blattenberg en mars 2009 pour des raisons personnelles.
Oberriet est mentionné pour la première fois en 891 sous le nom de Cobolo, puis vers 1290 sous le nom de Chobilwalt et en 1417, pour la première fois sous le nom d'Oberriet.

## Géographie

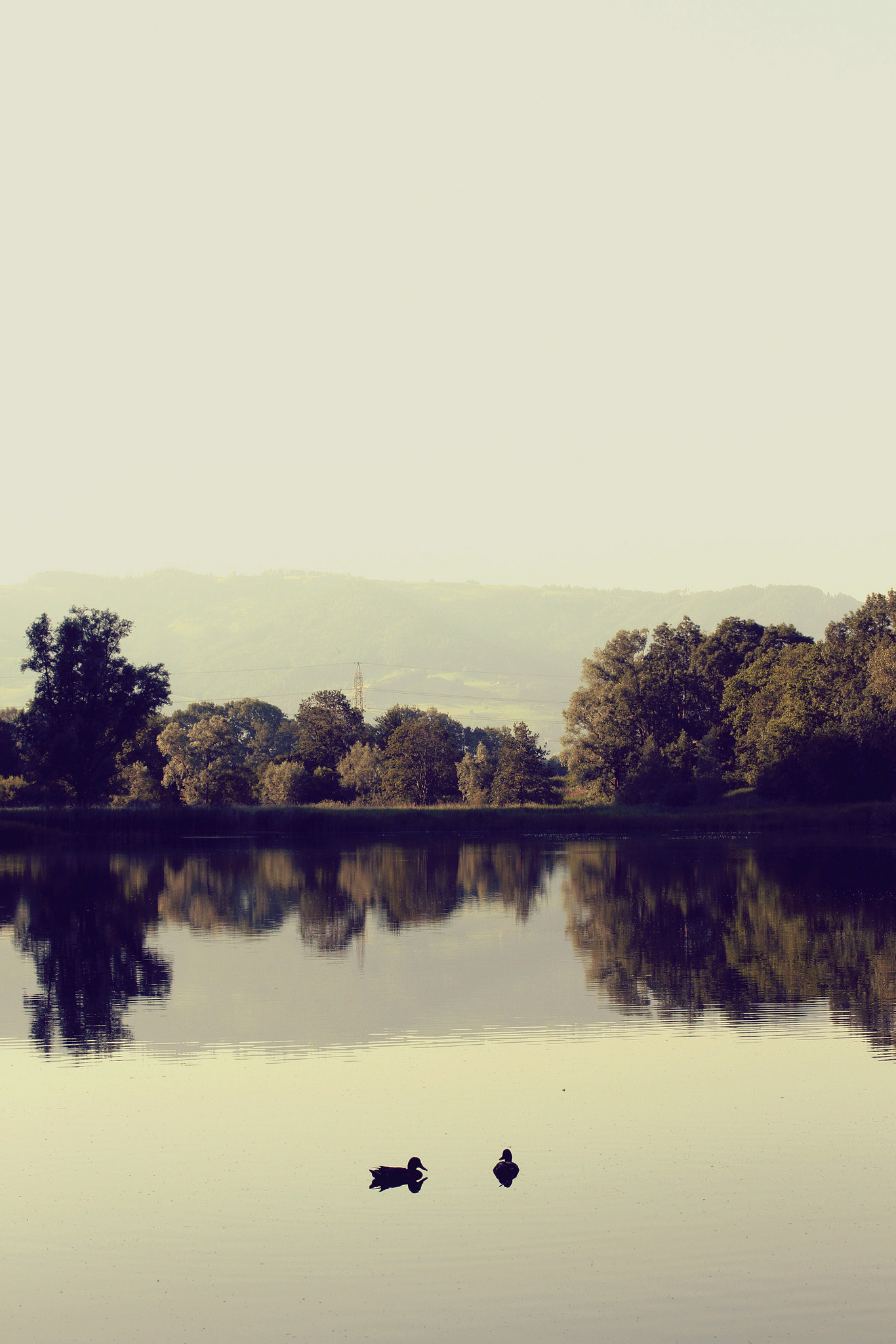
Réserve naturelle d'Oberriet.

La municipalité est située dans le Rheintal Wahlkreis. Elle se compose des villages d'Oberriet, Eichenwies, Montlingen et Kriessern dans la vallée du Rhin, ainsi que Holzrhode dans les collines de Kamor, le village de Kobelwald et les hameaux de Freienbach, Kobelwies et Hard. Elle comprend également l'ancien palais impérial (Kaiserpfalz) à Kriessern, mais pas le village anciennement rattaché à Mäder dans le Vorarlberg et Diepoldsau. Elle se situe entre Rüthi au sud et Eichberg au nord-ouest.
Délimitée par le Rhin à l'est et les contreforts des préalpes appenzelloises à l'ouest, la commune est située au cœur de la vallée rhénane de Saint-Gall, à la frontière avec l'Autriche (Vorarlberg).
Le point culminant d'Oberriet se situe à Zapfen à 1 302 m, le point le plus bas est à 407 m aux Dreibruggen sur le canal intérieur du Rheintaler, sur la route entre Balgach et Diepoldsau.
Oberriet, avec ses 34,5 kilomètres carrés, est l'une des plus grandes communes du canton de Saint-Gall. 57,2 % de cette superficie est utilisé à des fins agricoles, tandis que 25,9 % est boisée. 12,9 % des terres restantes sont habitées (bâtiments ou routes) et le reste (4,1 %) est improductif (rivières ou lacs).
Oberriet possède également une enclave spécifique, l'Alp Sämtis dans le canton d'Appenzell Rhodes-Intérieures, près de Rüte, qui appartient à la communauté locale du Allgemeiner Hof Oberriet, mais n'est pas situé dans la zone communautaire. Cet alpage est qualifié de Schönste im Alpstein (le plus beau de l'Alpstein) et appartient à la commune d'Oberriet ou Reichshof Kriessern depuis le Moyen Âge. Appenzell a voulu le récupérer en faisant valoir de nombreux arguments,.
Entre les villages, il existe des réserves naturelles avec une grande richesse d'espèces végétales et animales.

## Sites archéologiques
Il existe deux sites archéologiques importants dans la commune d'Oberriet :
- le village préhistorique perché sur le Montlingerberg peut être visité, mais est peu visible car les sites de fouilles sont situés sous des terres agricoles. Seul un coup d'œil depuis la plate-forme sur l'ancien mur de terre donne une idée de la taille de l'installation ;
- le site de l'Abri Unterkobel, découvert en 2011, est situé sur le site d'une décharge privée et ne se visite pas. La partie du site de fouilles qui n'a pas été récupérée a, quant à elle, été à nouveau recouverte.

## Blason
Les armoiries municipales sont : coupées d'or au lion passant de sable lampassé et armé du champ et de sable à la croix pattée coupée entre deux étoiles d'or.

## Démographie

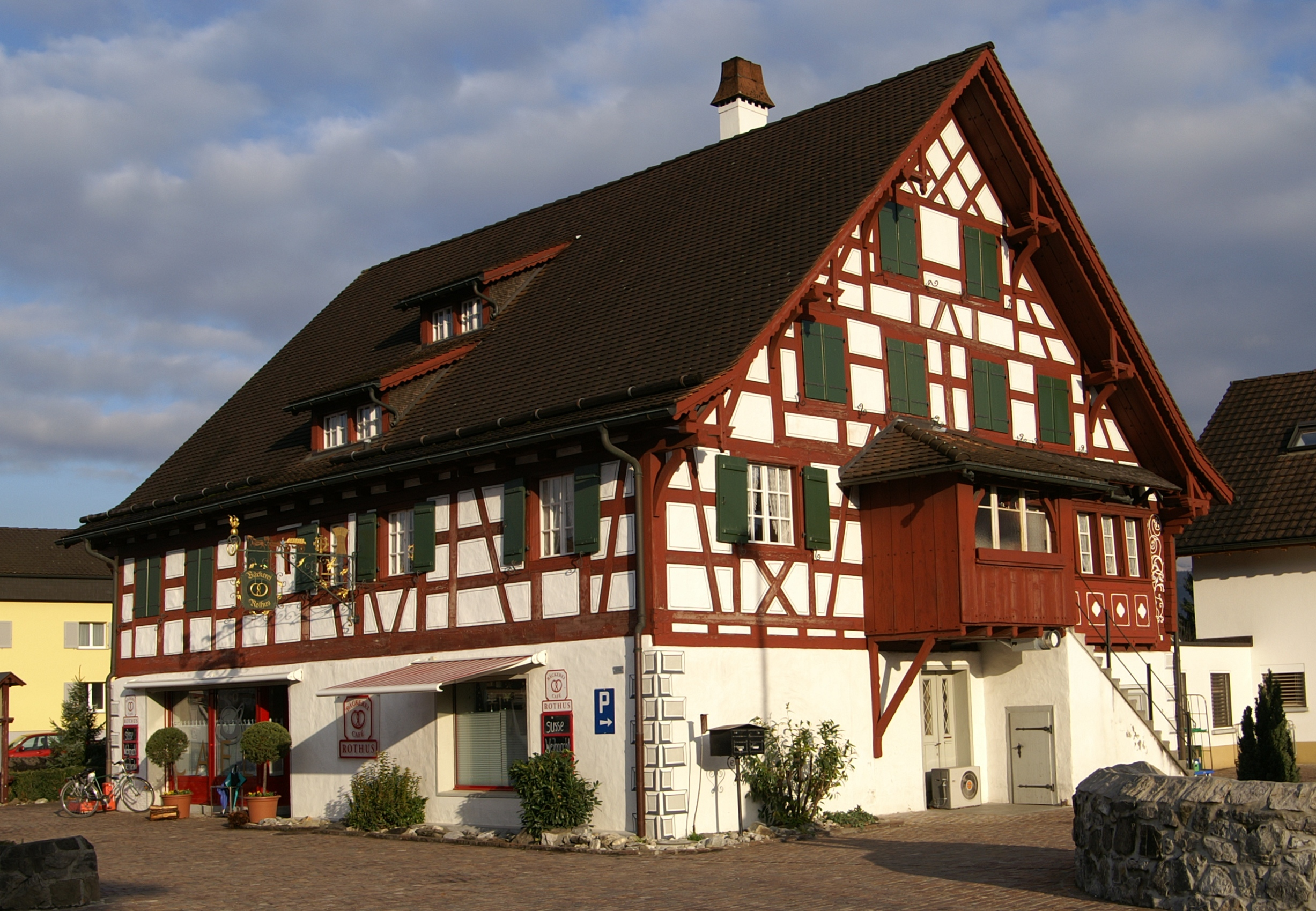
Maison à colombages au centre d'Eichenwies.

Au 31 décembre 2023, Oberriet avait une population de 8 979 habitants dont 4 588 hommes et 4 329 femmes. Dans la commune d'Oberriet vivaient 4 561 citoyens locaux, 1 518 citoyens cantonaux et 1 276 citoyens du reste de la Suisse. Oberriet a accueilli 1 562 ressortissants étrangers. Lee village d'Oberriet comptait 2 946 habitants. Cela correspond à 33 % de la population de la commune politique.
En 2007, environ 11,5 % de la population était composée de ressortissants étrangers. En 2000, 54 de ceux-ci venaient d'Allemagne, 63 d'Italie, 461 d'ex-République fédérative socialiste de Yougoslavie, 115 d'Autriche, 3 de Turquie et 88 d'un autre pays. Au cours des 10 dernières années, la population a augmenté de 7,3 %. La plupart de la population parle l'allemand (94,2 %), l'albanais étant la deuxième langue (3,0 %) et le serbo-croate la troisième (0,8 %). Au niveau des langues nationales suisses (en 2000), 7 019 personnes parlaient allemand, 8 personnes français, 41 personnes italien et 5 personnes romanche.
En 2000, 1 043 enfants, soit 14,0 % de la population, avaient entre 0 et 9 ans et 1 017 adolescents, soit 13,6 % de la population, entre 10 et 19 ans. Sur la population adulte, 984 personnes, soit 13,2% de la population, avaient entre 20 et 29 ans ; 1 308 personnes, soit 17,5 %, entre 30 et 39 ans ; 1 016 personnes, soit 13,6 %, entre 40 et 49 ans et 816 personnes, soit 10,9 %, entre 50 et 59 ans. La répartition de la population des seniors était la suivante : 617 personnes, soit 8,3% de la population, avaient entre 60 et 69 ans ; 432 personnes ou 5,8% entre 70 et 79 ; 187 personnes ou 2,5% entre 80 et 89, et 34 personnes ou 0,5% entre 90 et 99.
En 2000, 634 personnes (8,5 % de la population) vivaient seules dans un logement privé ; 1 418 (19,0 %) personnes faisaient partie d'un couple (marié ou engagé) sans enfants, et 4 790 (64,3 %) faisaient partie d'un couple avec enfants. 297 (4,0 %) personnes vivaient dans un foyer monoparental, alors que 81 personnes étaient des enfants adultes vivant avec l'un ou les deux parents, 31 personnes vivaient dans un ménage composé de parents, 45 vivaient dans un ménage composé de personnes non apparentées et 158 soit institutionnalisées, soit vivent dans un autre type de logement collectif.

Environ 66,9 % de la population (entre 25 et 64 ans) a terminé soit l'enseignement secondaire supérieur non obligatoire, soit l'enseignement supérieur complémentaire (université ou haute école spécialisée/Fachhochschule). Sur la population totale d'Oberriet, en 2000, le niveau d'éducation le plus élevé atteint par 1 778 personnes (23,9% de la population) était le primaire, tandis que 2 742 (36,8%) avaient terminé leurs études secondaires, 554 (7,4%) ont fréquenté une école tertiaire et 329 (4,4%) ne sont pas allées à l'école. Les autres n'ont pas répondu à cette question.
L'historique de la population est donné dans le tableau suivant :
| année | population |
| ----- | ---------- |
| 1798  | 2,596      |
| 1850  | 3,909      |
| 1900  | 4,277      |
| 1950  | 5,582      |
| 2000  | 7,454      |
| 2010  | 8,314      |
| 2019  | 8,979      |

## Politique
Aux élections fédérales suisses de 2007, le parti le plus populaire était l'Union démocratique du centre (UDC) qui a obtenu 54,2 % des voix. Les trois autres partis les plus populaires étaient le Parti démocrate-chrétien (Suisse) (24,5 %), le Parti radical-démocratique (7,5 %) et le Parti socialiste suisse (6,2 %).

## Économie

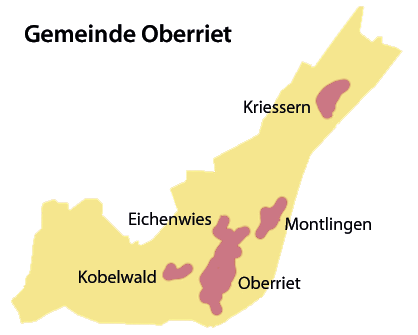
La commune d'Oberriet avec ses villages.

Oberriet se caractérise par une vaste zone agricole et forestière. Grâce à la correction du Rhin alpin au début du XXe siècle et l'amélioration qui s'est opérée en parallèle, la surface agricole de la plaine a pu être mieux exploitée.

### Activité
En 2007, Oberriet avait un taux de chômage de 1,25 %. En 2005, il y avait 380 personnes employées dans le secteur primaire et environ 127 entreprises actives dans ce secteur. 1 767 personnes étaient employées dans le secteur secondaire dans 117 entreprises. 1 194 personnes étaient employées dans le secteur tertiaire, avec 200 entreprises dans ce secteur.
En octobre 2009, le taux de chômage moyen était de 2,5 %. Il y avait 443 entreprises dans la municipalité dont 118 œuvraient dans le secteur secondaire et 212 dans le tertiaire.
En 2000, 1 895 habitants travaillaient dans la commune, tandis que 1 960 habitants travaillaient en dehors d'Oberriet et 1 357 personnes se rendaient dans la commune pour travailler.

### Entreprises
En plus de diverses petites et moyennes entreprises, il existe trois sites industriels plus importants au nord de Montlingen (Letzau), au nord d'Eichenwies et à l'est du village d'Oberriet. Ces trois sites sont chacun dominés par une entreprise plus notable. À Oberriet Ost, c'est le producteur de tuyaux en acier et en plastique Jansen AG qui, avec environ 700 emplois, est le plus gros employeur de la commune d'Oberriet. À Eichenwies, la société Rino Weder AG se distingue, qui fabrique des fenêtres, des portes et des façades, en partie à partir de produits de la société Jansen AG susmentionnée. La zone industrielle du Letzau à Montlingen est dominée par les bâtiments appartenant à Bezema AG qui est un fournisseur pour les producteurs de textile, produisant, entre autres, des teintures textiles.

## Religion
En 2000, 5 920 personnes ou 79,4 % étaient catholiques romains, tandis que 632 ou 8,5 % appartenaient à l'église évangélique réformée de Suisse. 3 individus (soit environ 0,04% de la population) appartenaient à la foi catholique chrétienne, 29 individus (soit environ 0,39% de la population) à l'église orthodoxe, et 50 individus (soit environ 0,67% de la population) à une autre église chrétienne. Un individu était juif et 398 (soit environ 5,34 % de la population) islamiques. 16 individus (soit environ 0,21% de la population) appartenaient à une autre église (non répertoriée lors du recensement), 181 (soit environ 2,43% de la population) n'appartenaient à aucune église, soit agnostiques, soit athées, et 224 individus (environ 3,01 % de la population) n'ont pas répondu à la question.
Au 31 décembre 2023, 5 872 habitants sont catholiques, 977 réformés et 2068 appartiennent à une autre ou à aucune confession.

## Transports
La gare ferroviaire d'Oberriet constitue un arrêt intermédiaire sur la ligne de Sargans à Coire. Oberriet est desservi par le S4 du réseau express régional saint-gallois. En raison d'un manque de regios, presque aucun train ne s'est arrêté à la gare entre le tournant du millénaire et la fin de 2013. De ce fait, une ligne de bus existe entre Altstätten et Buchs SG. En décembre 2013, une expansion des transports publics dans le canton de Saint-Gall a été réalisée qui comprenait principalement un S-Bahn circulaire dans tout le canton. La gare d'Oberriet a été réactivée dans le cadre de cette amélioration de service et aujourd'hui un train dans chaque sens s'arrête à la gare toutes les heures. La ligne de bus sur l'Eichberg (Saint-Gall) a été interrompue, mais celle de Montlingen/Kriessern à Kobelwald a été prolongée. À proximité de la gare d'Oberriet, une gare routière pour quatre bus a été construite et Oberriet est devenue un point de correspondance train/bus. Il existe également une liaison en bus vers Rankweil depuis décembre 2014. Un passage souterrain a été construit de l'autre côté de la voie permettant d'atteindre plus rapidement les installations sportives du Bildstöckli ; les deux quais et les arrêts de bus ont été couverts, le hangar à marchandises a été démoli et les possibilités de stationnement pour vélos et voitures sont nombreuses.
La communauté entre Buchs (Saint-Gall) et Altstätten est reliée à l'Autoroute A13 (Suisse) à Oberriet et Kriessern. En outre, il existe 3 postes frontaliers vers l'Autriche dans la commune, à Oberriet, Montlingen et Kriessern. De plus, depuis Oberriet, il existe une route forestière directe vers Appenzell ou Eggerstand  qui est principalement utilisée par les habitants car elle n'est pas très connue et n'est qu'une route de gravier relativement étroite sur le territoire d'Appenzell.

## Art et culture

### Sites patrimoniaux d'importance nationale
Le village préhistorique de Montlingerberg et les ruines du château de Wichenstein sont classés à l'inventaire suisse des biens culturels d'importance nationale et régionale.

### Attractions
Les principaux sites attractifs d'Oberriet sont :
- Ruines du château de Blatten ;
- Ruine du château troglodytique de Wichenstein ;
- Grotte de cristal de Kobelwald ;
- Musée municipal « Rothus ».

En 2005 et 2006, la rue principale d'Oberriet, qui traverse le centre du village, a été entièrement rénovée. Divers travaux de rafraîchissement du paysage urbain ont également été réalisés dans le cadre de cette mesure. Ainsi, tous les grands parvis ont été aménagés en pierres serties, des abribus modernes et de nouveaux lampadaires ont été installés.
Dans les anciennes éditions de l'Atlas scolaire suisse, Oberriet était montré comme un exemple de village de rue typique. Les fermes et les restaurants se trouvaient sur la route principale avec les terres à l'arrière. Jusqu'en 1975, Oberriet possédait également une place fermée et représentative, la dite Postplatz avec ses bâtiments classiques tels que l'auberge « Rössli », la Konkordia, la poste et quelques autres bâtiments résidentiels. Derrière la Postplatz se trouvait l'ancien bureau paroissial de l'actuel « Rothus & # 157; ». L'importance de l'ancien bureau de poste explique qu'au XIXe siècle, la nouvelle gare n'a pas été construite près de l'église, mais près de la Postplatz.

## Sports
Il a dans la communauté deux clubs de lutte de la NLA, un club de football, un club de pontonnier et des clubs de jeunes (z. B. Jungwacht und Blauring). Il existe également 5 clubs de gymnastique dans la communauté, un à Montlingen et deux à Oberriet et Kriessern. Dans ce dernier, il y a un KTV et un STV. Le KTV était le club de gymnastique des conservateurs catholiques et le STV (ou plus tôt ETV) le club des libéraux. Aujourd'hui, les clubs sont ouverts à tous.

## Personnalités
- Dionys Mattlin (1640-1700), bibliothécaire au monastère de Saint-Gall de 1679 à 1680
- Gallus Alt (1610-1687), Prince-abbé de Saint-Gall de 1654 à 1687
- Anna Sartory (1882-1976), écrivain et éditrice
- Josef Jansen (* 27 janvier 1894 ; 2 mai 1984), entrepreneur
- Guido Kolb (1928-2007), aumônier catholique et auteur

Photo aérienne prise à 200 m par Walter Mittelholzer (1922).

- René Savary (* 1949), coureur cycliste